# Samuel Kalu
Samuel Kalu, född 26 augusti 1997, är en nigeriansk fotbollsspelare.

## Klubbkarriär
Den 6 augusti 2018 värvades Kalu av Bordeaux, där han skrev på ett femårskontrakt. Kalu gjorde sin Ligue 1-debut den 19 augusti 2018 i en 2–1-förlust mot Toulouse.
Den 26 januari 2022 värvades Kalu av Premier League-klubben Watford, där han skrev på ett 3,5-årskontrakt. Den 7 september 2023 lånades Kalu ut till schweiziska Lausanne-Sport på ett säsongslån.

## Landslagskarriär
Kalu debuterade för Nigerias landslag den 8 september 2018 i en 3–0-vinst över Seychellerna.